# 루이지노
루이지노 (Luigino, 복수형: Luigini; 약어: SPL)는 세보르가 공국의 화폐 이름이다. 세보르가에서는 루이지노를 화폐로 하고 있으나, 유로화도 사용하고 있다.